# Jefferson (rivier)
De Jefferson is een zijrivier van de Missouri.
De Jefferson ontspringt in de Rocky Mountains en wordt gevormd door de samenvloeiing van de Beaverhead River en de Big Hole River.
Tezamen met de Gallatin en de Madison is ze een van de bronrivieren die de Missouri vormen, die op zijn beurt weer een bronrivier is van de Mississippi.